# 勒沙托自由城
勒沙托自由城（法語：Villefranche-le-Château，法語發音：[vilfʁɑ̃ʃ lə ʃato]）是法国德龙省的一个市镇，位于该省东南部，属于尼永斯区。

## 地理
勒沙托自由城（44°13'16"N, 5°31'21"E）面积7.42 平方千米，位于法国奥弗涅-罗讷-阿尔卑斯大区德龙省，该省份为法国东南部内陆省份，北起顺时针与伊泽尔省、上阿尔卑斯省、上普罗旺斯阿尔卑斯省、沃克吕兹省和阿尔代什省接壤。
与勒沙托自由城接壤的市镇（或旧市镇、城区）包括：梅武永、巴雷德利乌尔、塞德龙、梅乌日河畔韦尔斯。

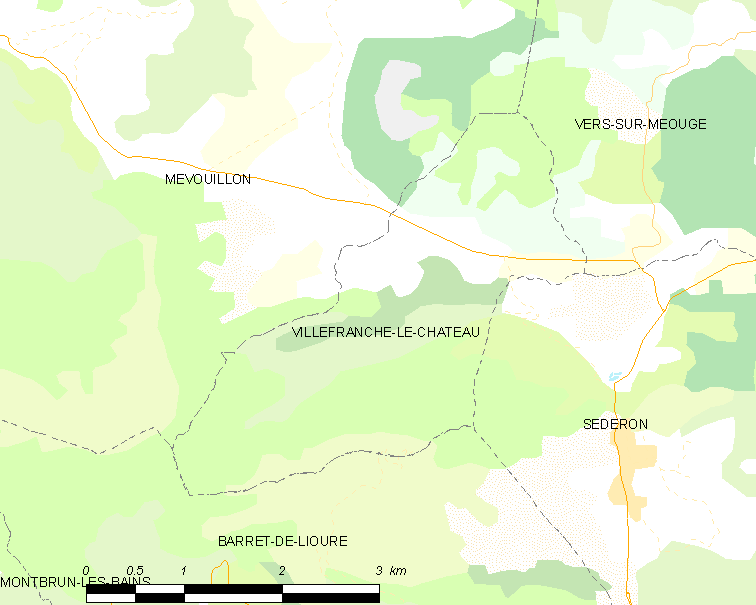
勒沙托自由城的OSM定位图

勒沙托自由城的时区为UTC+01:00、UTC+02:00（夏令时）。

## 行政
勒沙托自由城的邮政编码为26560，INSEE市镇编码为26375。

## 政治
勒沙托自由城所属的省级选区为尼永斯-巴罗尼县。

## 人口

1962-2008年间勒沙托自由城人口变化图示

勒沙托自由城于2022年1月1日时的人口数量为18人。